# Fenneropenaeus
Fenneropenaeus – rodzaj skorupiaków z rzędu dziesięcionogów, i rodziny Penaeidae.

## Zasięg występowania
Gatunki rodzaju Fenneropenaeus występują na terenach:
- Morza Śródziemnego – wschodnia część basenu Morza Śródziemnego (turecka część Morza Śródziemnego – Basen Wschodni),
- Australii,
- Fidżi,
- Indii,
- Indonezji,
- Kenii (zatoka Ungama),
- Malezji,
- Pakistanu,
- Filipin,
- Singapuru,
- Sri Lanki,
- Tajlandii[3].

## Klasyfikacja
Gatunki należące do tego rodzaju:
- Fenneropenaeus chinensis (Osbeck, 1765)
- Fenneropenaeus konkani (Chanda & Bhattacharya, 2003)
- Fenneropenaeus merguiensis -krewetka bananowa(de Man, 1888)
- Fenneropenaeus penicillatus (Alcock, 1905) –
- Fenneropenaeus indicus – krewetka biała indyjska(H. Milne Edwards, 1837)
- Fenneropenaeus silasi (Muthu & Motoh, 1979)[4]